# Eleição para prefeito de Anchorage em 2009
A eleição para prefeito na cidade americana de Anchorage em 2009 aconteceu em 3 de novembro de 2009.

## Candidatos
- Matt Claman
- Eric Croft
- Merica Hlatcu
- Paul Honeman
- Phil Isley
- Paul Kendall
- Jacob Seth Kern
- Dominic Lee
- Bob Lupo
- Walt Monegan
- Billy Ray Powers
- Sheila Selkregg
- Larry Shooshanian
- Dan Sullivan
- Richard Wanda

## Primeiro Turno
Resultados abaixo da eleição (candidatos com mais de mil votos):
| Candidato       | Votos  | %      |
| --------------- | ------ | ------ |
| Dan Sullivan    | 25.262 | 43,38% |
| Eric Croft      | 11.432 | 19,63% |
| Sheila Selkregg | 9.473  | 16,27% |
| Walt Monegan    | 5.063  | 8,69%  |
| Matt Claman     | 3.325  | 5,71%  |
| Paul Honeman    | 2.636  | 4,53%  |

## Segundo Turno
| Candidato    | Votos  | %      |
| ------------ | ------ | ------ |
| Dan Sullivan | 28.866 | 57,28% |
| Eric Croft   | 21.527 | 42,72% |
| Fonte:       |        |        |